# Lijst van voetbalinterlands Burundi - Zuid-Soedan
Deze lijst van voetbalinterlands is een overzicht van alle officiële voetbalwedstrijden tussen de nationale teams van Burundi en Zuid-Soedan. De landen hebben tot op heden vijf keer tegen elkaar gespeeld. De eerste ontmoeting, een kwalificatiewedstrijd voor de Afrika Cup 2019, werd gespeeld in Bujumbura op 10 juni 2017. Het laatste duel, een kwalificatiewedstrijd voor het African Championship of Nations 2020, vond plaats op 4 augustus 2019 in Kampala (Oeganda).

## Wedstrijden
| № | Plaats    | Datum            | Competitie                                        | Wedstrijd             | Uitslag |
| - | --------- | ---------------- | ------------------------------------------------- | --------------------- | ------- |
| 1 | Bujumbura | 10 juni 2017     | Afrika Cup 2019 kwalificatie                      | Burundi − Zuid-Soedan | 3 − 0   |
| 2 | Kakamega  | 11 december 2017 | CECAFA Cup 2017                                   | Zuid-Soedan − Burundi | 0 − 0   |
| 3 | Djoeba    | 16 november 2018 | Afrika Cup 2019 kwalificatie                      | Zuid-Soedan − Burundi | 2 − 5   |
| 4 | Bujumbura | 27 juli 2019     | African Championship of Nations 2020 kwalificatie | Burundi − Zuid-Soedan | 2 − 0   |
| 5 | Kampala   | 4 augustus 2019  | African Championship of Nations 2020 kwalificatie | Zuid-Soedan − Burundi | 1 − 2   |

## Samenvatting
| Competitie                                   | Totaal gespeeld | Winst Burundi | Gelijk | Winst Zuid-Soedan | Doelsaldo Burundi – Zuid-Soedan |
| -------------------------------------------- | --------------- | ------------- | ------ | ----------------- | ------------------------------- |
| Afrika Cup-kwalificatie                      | 2               | 2             | 0      | 0                 | 8 − 2                           |
| African Championship of Nations-kwalificatie | 2               | 2             | 0      | 0                 | 4 − 1                           |
| CECAFA Cup                                   | 1               | 0             | 1      | 0                 | 0 − 0                           |
| Totaal                                       | 5               | 4             | 1      | 0                 | 12 − 3                          |

Wedstrijden bepaald door strafschoppen worden, in lijn met de FIFA, als een gelijkspel gerekend.